# Campionati del mondo di triathlon del 2023
I campionati del mondo di triathlon 2023 consistono in una serie di sette competizioni che si concluderanno con la finale in programma a Pontevedra, in Spagna, nel mese di settembre.
La serie è organizzata sotto il patrocinio di World Triathlon.

## Calendario

### Competizioni individuali
| Data            | Località   | Tipo         |
| --------------- | ---------- | ------------ |
| 3-4 marzo       | Abu Dhabi  | Sprint       |
| 13-14 maggio    | Yokohama   | Olimpico     |
| 27-28 maggio    | Cagliari   | Olimpico     |
| 24-25 giugno    | Montréal   | Sprint       |
| 15-16 luglio    | Amburgo    | Super-sprint |
| 29-30 luglio    | Sunderland | Sprint       |
| 23-24 settembre | Pontevedra | Finale       |

### Competizioni a squadre miste
| Data         | Località   | Tipo      |
| ------------ | ---------- | --------- |
| 24-25 giugno | Montréal   | Staffetta |
| 15-16 luglio | Amburgo    | Staffetta |
| 29-30 luglio | Sunderland | Staffetta |
| 19-20 agosto | Parigi     | Staffetta |

## Risultati

### Abu Dhabi

#### Élite uomini
| Pos. | Nome           | Paese         | Nuoto | Bici   | Corsa  | Totale  |
| ---- | -------------- | ------------- | ----- | ------ | ------ | ------- |
|      | Alex Yee       | Gran Bretagna | 9'20" | 27'33" | 14'26" | 52'53"  |
|      | Vasco Vilaca   | Portogallo    | 9'17" | 27'35" | 14'32" | 52'59"  |
|      | Manoel Messias | Brasile       | 9'40" | 27'15" | 14'32" | '53'06" |

Classifica completa

#### Élite donne
| Pos. | Nome            | Paese         | Nuoto | Bici   | Corsa  | Totale |
| ---- | --------------- | ------------- | ----- | ------ | ------ | ------ |
|      | Beth Potter     | Gran Bretagna | 9'40" | 29'52" | 16'46" | 57'56" |
|      | Sophie Coldwell | Gran Bretagna | 9'27" | 29'54" | 17'04" | 58'14" |
|      | Taylor Spivey   | Stati Uniti   | 9'35" | 29'55" | 17'18" | 58'27" |

Classifica completa

## Classifica

### Élite uomini
| Pos. | Nome            | Paese         | Punti  |
| ---- | --------------- | ------------- | ------ |
|      | Alex Yee        | Gran Bretagna | 750,00 |
|      | Vasco Vilaca    | Portogallo    | 693,75 |
|      | Manoel Messias  | Brasile       | 641,72 |
| 4    | Vincent Luis    | Francia       | 593,59 |
| 5    | Dorian Coninx   | Francia       | 549,07 |
| 6    | Léo Bergère     | Francia       | 507,89 |
| 7    | Roberto Sánchez | Spagna        | 469,80 |
| 8    | Matthew McElroy | Stati Uniti   | 434,56 |
| 9    | Max Studer      | Svizzera      | 401,97 |
| 10   | Adrien Briffod  | Svizzera      | 371,82 |

### Élite donne
| Pos. | Nome                | Paese         | Punti  |
| ---- | ------------------- | ------------- | ------ |
|      | Beth Potter         | Gran Bretagna | 750,00 |
|      | Sophie Coldwell     | Gran Bretagna | 693,75 |
|      | Taylor Spivey       | Stati Uniti   | 641,72 |
| 4    | Summer Rappaport    | Stati Uniti   | 593,59 |
| 5    | Lena Meißner        | Germania      | 549,07 |
| 6    | Cassandre Beaugrand | Francia       | 507,89 |
| 7    | Nina Eim            | Germania      | 469,80 |
| 8    | Emma Lombardi       | Francia       | 434,56 |
| 9    | Verena Steinhauser  | Italia        | 401,97 |
| 10   | Lisa Tertsch        | Germania      | 371,82 |